# Weichering
Weichering – miejscowość i gmina w Niemczech, w kraju związkowym Bawaria, w rejencji Górna Bawaria, w regionie Ingolstadt, w powiecie Neuburg-Schrobenhausen. Leży około 10 km na wschód od miasta Neuburg an der Donau, przy drodze B16 i linii kolejowej Donauwörth – Ingolstadt.

## Demografia
Dane o ludności z 31 grudnia 2008:
| Opis                                | Ogółem | Ogółem | Kobiety | Kobiety | Mężczyźni | Mężczyźni |
| ----------------------------------- | ------ | ------ | ------- | ------- | --------- | --------- |
| Jednostka                           | osób   | %      | osób    | %       | osób      | %         |
| Populacja                           | 2363   | 100    | 1166    | 49,34   | 1197      | 50,66     |
| Wiek przedprodukcyjny (0–17 lat)    | 422    | 17,86  | 205     | 8,68    | 217       | 9,18      |
| Wiek produkcyjny (18–65 lat)        | 1627   | 68,85  | 783     | 33,14   | 844       | 35,72     |
| Wiek poprodukcyjny (powyżej 65 lat) | 314    | 13,29  | 178     | 7,53    | 136       | 5,76      |

## Polityka
Wójtem gminy jest Thomas Mack z CSU, wcześniej urząd ten obejmował Hubert Landsberger, rada gminy składa się z 14 osób.
|      | CSU | SPD | DG | FWGL | Razem |
| 2008 | 3   | 4   | 3  | 4    | 14    |
| 2002 | 3   | 3   | 4  | 4    | 14    |